# Порок (осадное орудие)
По́рок — общее название метательных машин на Руси в Х—XVI веках.
Термином «пороки» именовались как баллисты, так и катапульты. Применялись при обороне и осаде вражеских крепостей. Разделялись на малые и великие пороки. Последние могли метать груз (камень, бревно и другое) весом до 200 килограмм на расстояние до 800 метров.
По свидетельству епископа греческого города Фессалоники (Солунь) Иоанна, славяне использовали камнемётные машины при осаде этого города в 597 и в 628 годах. Одно из последних применений пороков — в Казанских походах 1545—1552 годов.
По В. И. Далю — стенобитное орудие, таран. Некоторые авторы отождествляют порок и требушет (фрондибола). В просторечии все метательные машины называются камнемётами.